# Napisten templom (Garni)
A Napisten templom (örményül: Գառնիի տաճար) az 1. században épült templom Örményország Kotajk tartományában. 

## Története
Habár kevés történelmi adat áll rendelkezésre, a tudósok feltételezik, hogy a zoroasztriánus I. Tiridatesz örmény király építtette a Napisten tiszteletére 70-80 táján. Van azonban olyan vélemény is, amely szerint az építmény a 3-4. századból származik. Mások úgy vélik, az építmény nem templom, hanem valamely 2. századi örmény király mauzóleuma. A templom egy katonai létesítmény területén állt, amelyhez a 4. században római jellegű fürdőket, majd a 7. században egy négyapszisos és egy egyhajós templomot építettek. A területet kőfal vette körül, amelyet feltehetően az 1. században építettek.
Az épület túlélte a pogány templomok lerombolását a 4. században, amikor az örmények felvették a kereszténységet. 1679-ben egy földrengésben összeomlott, romjait 1969-1975 között állították helyre, miután a késői 19. században és a 20. század elején ásatások folytak a helyszínen.
A templomot kövekből emelt pódiumra építették szürke bazaltból, amelyet a közelben termeltek ki. A templomot 24 jón oszlop övezi. Néhány tudós úgy véli, hogy a 6,54 méteres oszlopokat Kis-Ázsiából szállították mai helyükre, és a nap 24 óráját szimbolizálják. A cella hét méter magas, nyolc méter hosszú és öt méter széles, nagyjából 25 ember befogadására alkalmas. A feltételezések szerint korábban egy napistenszobor állt benne. A domborművek egymásba fonódó akantusz-, tölgy-, babér- és gránátalmafa-leveleket ábrázolnak.

## Galéria

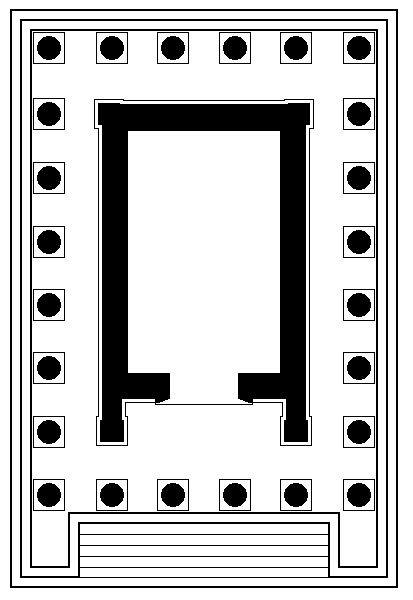
Tervrajz
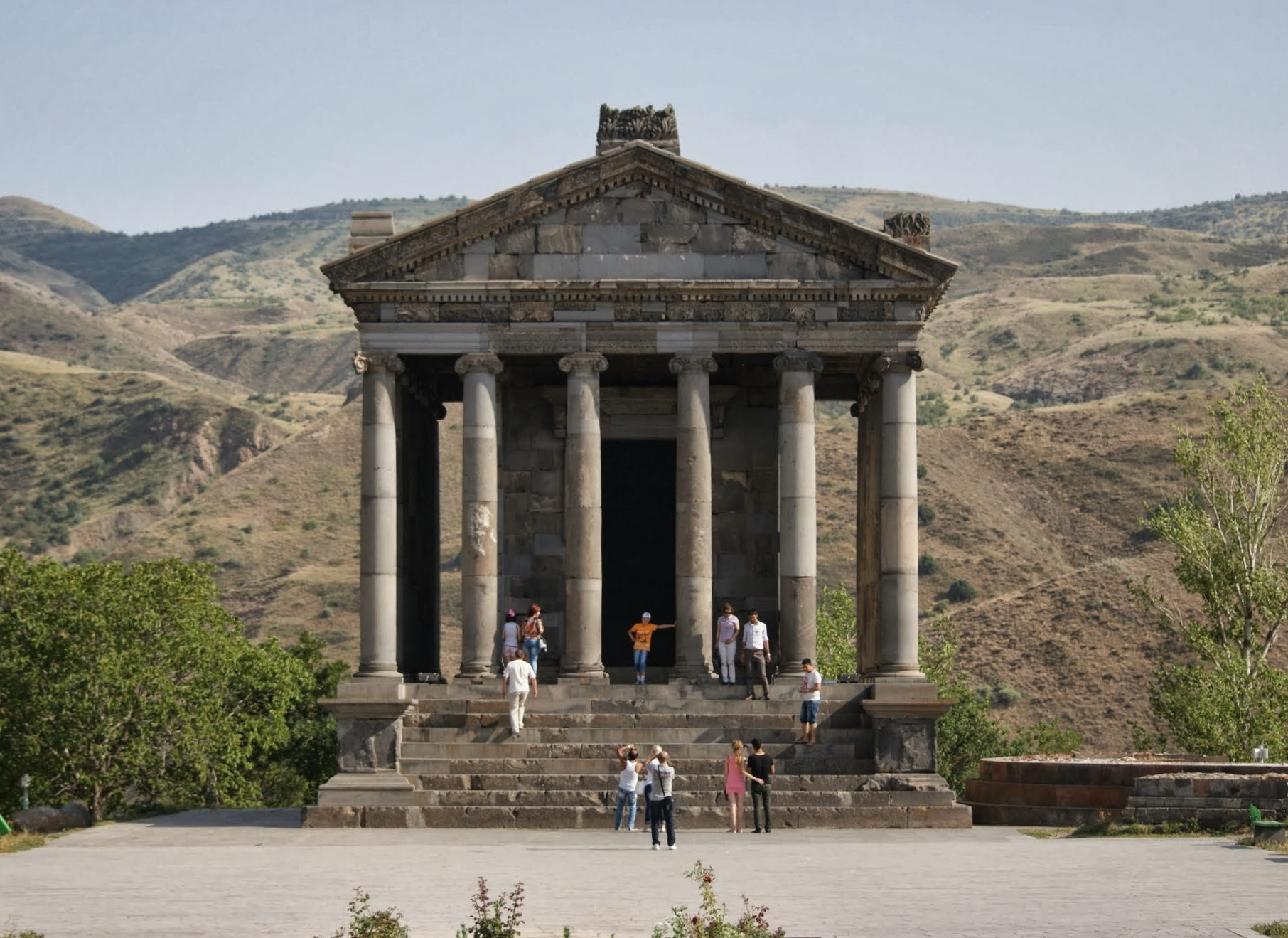
Szemből nézet
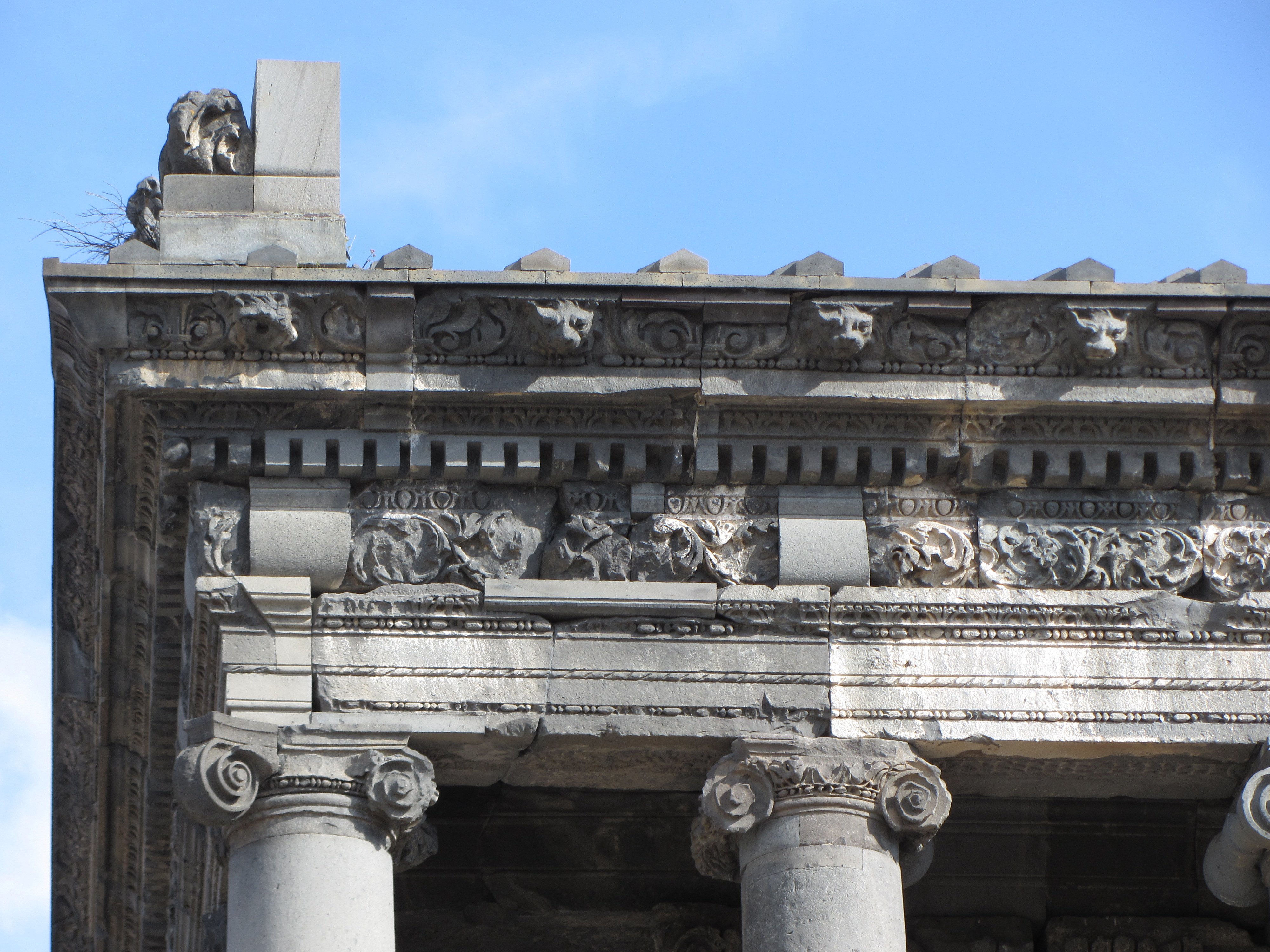
Fríz töredéke
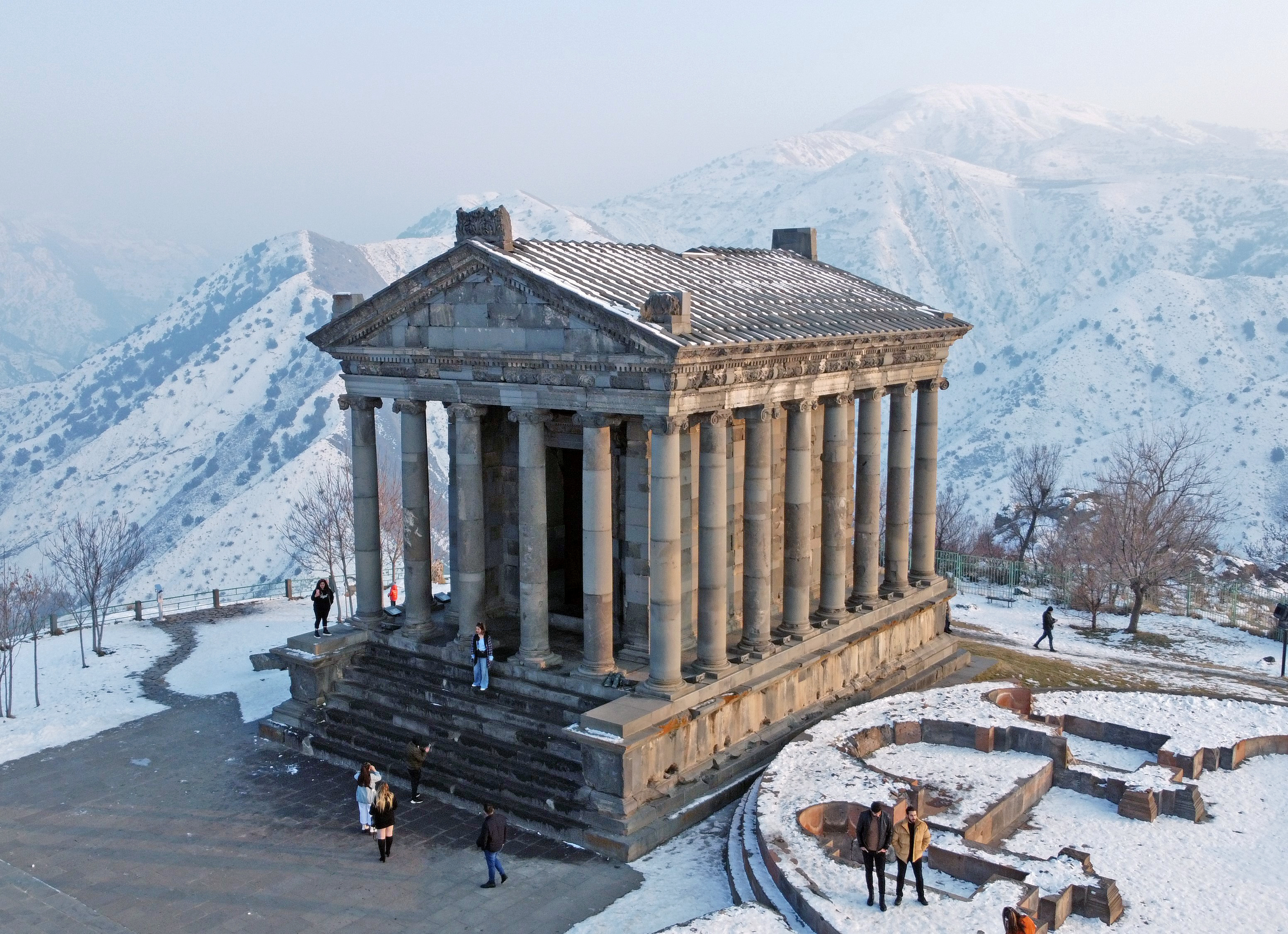
Madártávlatból